# Allegori
Allegori är ett konsekvent genomfört utbyte av ett egentligt budskap mot en metafor. En allegori är en berättelse eller bildframställning vars olika detaljer har en dold innebörd, som dock kan tolkas relativt entydigt. Särskilt gäller det personifikation av abstrakta begrepp såsom döden, kärleken eller könsmognaden. I svenskan finns ordet sedan 1635 och det härstammar från grekiskans "allegoria" med samma betydelse – av "allos" som betyder ’annat’ och av "agoreuein" som betyder ’tala’.

## Allmänt
En allegori har ofta formen av en berättelse eller saga, där innehållet i berättelsen ska tolkas så att den passar den aktuella frågan. Typiska exempel på allegorier är fabler och de liknelser som förekommer i Bibeln. I fabeln ställs djur inför situationer som påminner om situationer som människor ser i sina liv. Lyssnaren måste tolka allegorin för att förstå det egentliga budskapet.

### Inom målarkonst och skulptur
Inom målarkonsten och skulptur används allegori för att ge abstrakta begrepp som naturkrafter personligt liv. Avbildning görs i människor eller djurgestalter för att åskådliggöra begreppet och förklaras med ett attribut. Attributen kan till exempel vara ett timglas för tiden, en lie för döden, en vågskål för rättvisan. Allegoriska skulpturer användes särskilt på offentliga byggnader för att redogöra för vilket myndighetsutövande byggnaden uppfördes till.

## Historia

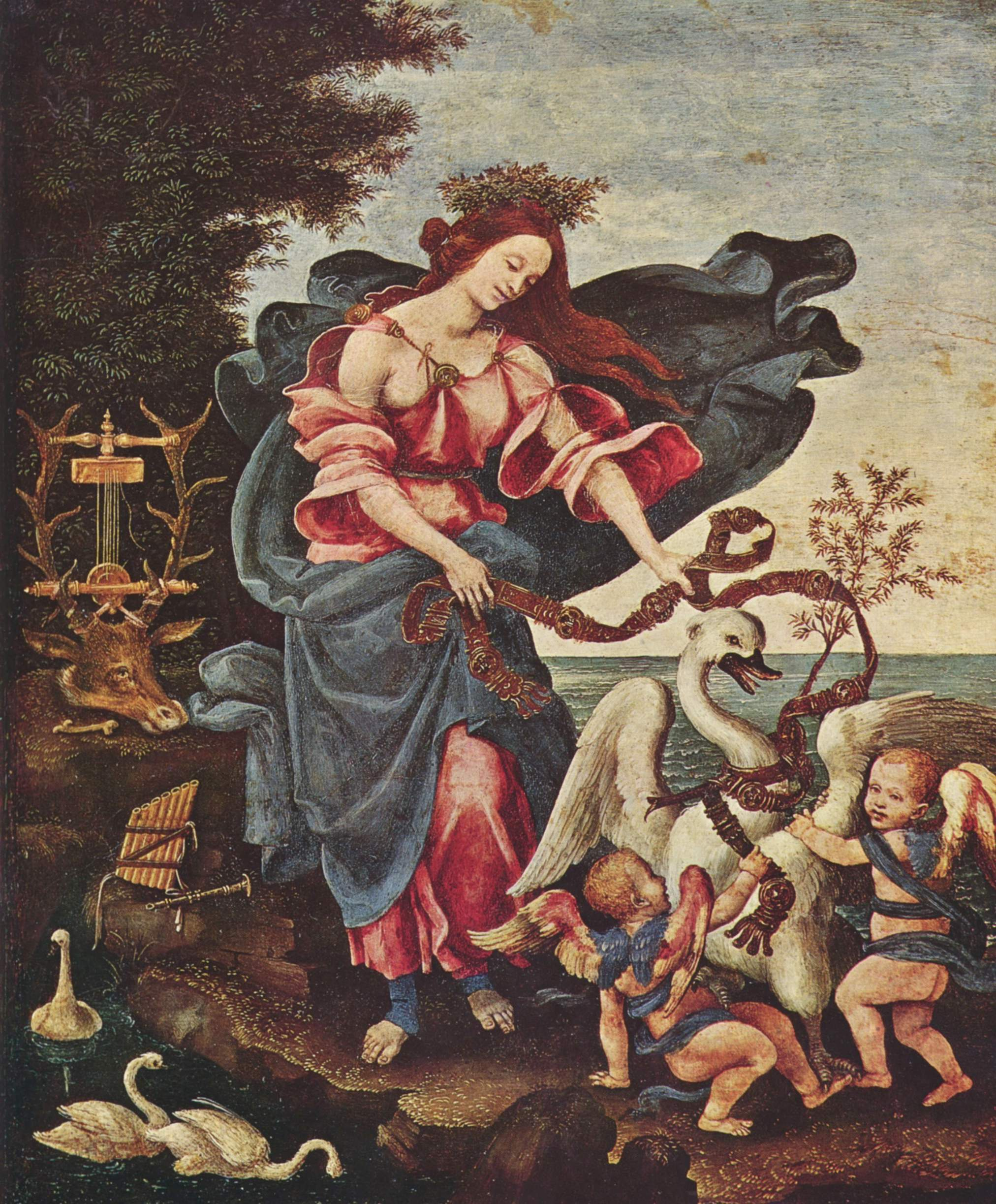
Allegoria della Musica,
Filippino Lippi

Under medeltiden var allegorier särskilt populära. De förekom ofta i andliga sammanhang, där människans kamp mot lasterna och sin egen naturs ofullkomlighet skildrades. 
Ett exempel är det engelska 1400-talsdramat Everyman, på svenska kallat Spelet om Envar. Även i tidens höviska litteratur förekom allegoriska motiv, bland annat i Guillaume de Lorris och Jean de Meungs Romanen om rosen, där rosen är en sinnebild för kvinnan och den fysiska kärleken som ter sig oåtkomlig för romanens huvudperson.
Ännu på 1700-talet behöll allegorin sin popularitet som litterärt uttrycksmedel. Olof von Dalins berättelse Sagan om hästen handlar på ett ytligt plan om hästen Grålle och hans olika ryttare; men allegoresen, det vill säga tolkningen av allegorin, visar att det är svenskarnas öden i ett historiskt perspektiv som författaren egentligen velat skildra. Grålle får här stå för svenska folket och hans olika ryttare är de regenter som styrt landet från Gustav Vasas dagar fram till Dalins egen samtid. 
I den religiösa skönlitteraturen är allegorin ett vanligt stilgrepp. Mest kända är John Bunyans "Pilgrim's progress", sv. övers. 1727 Kristens resa och Paul Peter Waldenströms "Brukspatron Adamsson eller Var bor du?" (1861, 11 uppl 2002), en av förra sekelskiftets mest lästa skönlitterära böcker i Sverige.
Per Hasselbergs staty Snöklockan är en allegori över könsmognaden när en flicka övergår till att bli en ung kvinna.
Hans staty Farfadern kan ses som en övergång från gammal till ung – den gamle mannen (farfadern) håller den unge gossen (sonsonen) i sitt knä. Jämför hur "Det gamla året" och "Det nya året" ofta framställs – som en gammal gubbe respektive ett gossebarn. 

## Nutida användning
I modern tid har allegorier ofta använts för att skriva politisk satir. De ses då som ett effektivt medel för att föra ut ett budskap som är provokativt eller som kan uppfattas som stötande. Talaren behöver aldrig ens närma sig det egentliga budskapet, men det går ändå fram på grund av lyssnarnas tolkningsförmåga. George Orwells roman Djurfarmen med dess förtäckta kritik av Sovjetunionens maktfullkomliga ledare, maskerad som en saga om grisar som tar över en bondgård, är ett exempel på detta. Orwell riskerade inte kritik från sovjetsympatisörer eftersom han inte uttryckligen nämnde Stalin eller Trotskij vid namn, men berättelsens budskap gick ändå fram under förutsättning att läsarna förstod allegorin.

## Allegorisk metod inom teologin
Den allegoriska metoden har använts inom teologin. Bibeln har blivit föremål för en allegorisk bibeltolkning. Inom islam har Averroës använt sig av den.

## Exempel
- Djurfarmen